# 1,4-Cyclohexandimethanol
1,4-Cyclohexandimethanol (CHDM) zählt zu den organischen Verbindungen aus der Klasse der Diole. Es gibt zwei isomere Formen, das cis- und das  trans-Isomer.

## Herstellung
1,4-Cyclohexandimethanol wird durch Hydrierung aus Dimethylterephthalat gewonnen.
Die Reaktion läuft in zwei Schritten, beginnend mit der Umwandlung von Dimethylterephthalat in 1,4-Dimethylhexahydroterephthalat (DMHT). Im zweiten Schritt wird DMHT zu CHDM weiter hydriert. Das cis/trans-Verhältnis von CHDM ist unterschiedlich je nach Katalysator, von 80:20 beim Cu4Ru12 Katalysator, 65:35 beim Ru-Pt-Katalysator und 88:12 beim Ru-Sn-Katalysator.
C6H4(CO2CH3)2  +  3 H2   →   C6H10(CO2CH3)2
C6H10(CO2CH3)2  + 4 H2   →  C6H10(CH2OH)2  +  2 CH3OH

## Verwendung

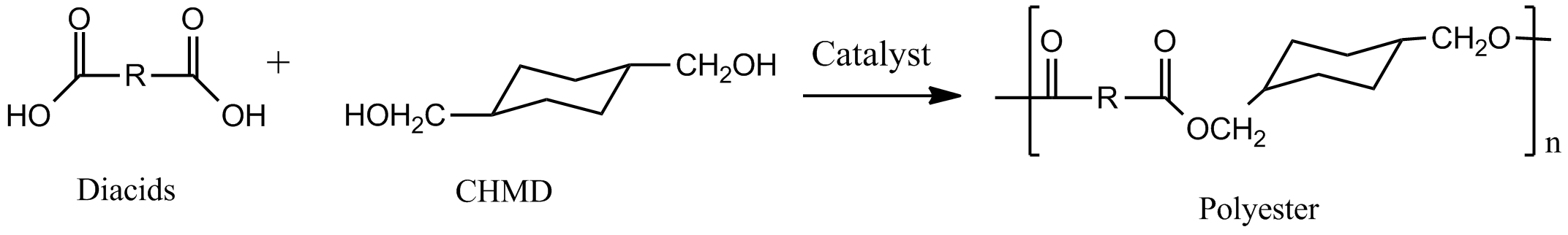
Polykondensation von CHDM mit Dicarbonsäuren

1,4-Cyclohexandimethanol ist ein Grundstoff zur technischen Herstellung von Polyurethanen und Polyestern, wie z. B. Polycyclohexylendimethylenterephthalat (PCT).

## Externe Links zu erwähnten Verbindungen
1. ↑  Externe Identifikatoren von bzw. Datenbank-Links zu cis-1,4-Cyclohexandimethanol:  CAS-Nr.: 3236-47-3, ChemSpider: 10559116, Wikidata: Q27268338.
2. ↑  Externe Identifikatoren von bzw. Datenbank-Links zu trans-1,4-Cyclohexandimethanol:  CAS-Nr.: 3236-48-4, EG-Nr.: 692-674-3, ECHA-InfoCard: 100.220.840, ChemSpider: 18513232, Wikidata: Q27259032.
3. ↑  Externe Identifikatoren von bzw. Datenbank-Links zu 1,4-Dimethylhexahydroterephthalat:  CAS-Nr.: 94-60-0, EG-Nr.: 202-347-5, ECHA-InfoCard: 100.002.134, GESTIS: 491243, PubChem: 7198, Wikidata: Q72469677.